# Lo Boscat
Lo Boscat (en francès Le Bouscat) és un municipi francès situat al departament de la Gironda i a la regió de la Nova Aquitània. L'any 1999 tenia 22.455 habitants.

## Demografia
| Evolució de la població Ehess i INSEE |       |       |       |       |       |       |       |       |
| 1793                                  | 1800  | 1806  | 1821  | 1831  | 1836  | 1841  | 1846  | 1851  |
| 1 650                                 | 1 404 | 1 577 | 1 629 | 1 729 | 1 758 | 1 988 | 2 314 | 2 338 |

| 1856  | 1861  | 1866  | 1872  | 1876  | 1881  | 1886  | 1891  | 1896  |
| ----- | ----- | ----- | ----- | ----- | ----- | ----- | ----- | ----- |
| 2 803 | 3 565 | 2 907 | 3 455 | 4 182 | 4 534 | 6 463 | 8 223 | 9 315 |

| 1901   | 1906   | 1911   | 1921   | 1926   | 1931   | 1936   | 1946   | 1954   |
| ------ | ------ | ------ | ------ | ------ | ------ | ------ | ------ | ------ |
| 10 446 | 11 092 | 11 347 | 13 085 | 14 572 | 16 128 | 17 653 | 18 901 | 19 558 |

| 1962   | 1968   | 1975   | 1982   | 1990   | 1999   | 2006 | 2011 | 2016 |
| ------ | ------ | ------ | ------ | ------ | ------ | ---- | ---- | ---- |
| 21 404 | 22 550 | 21 126 | 20 906 | 21 538 | 22 455 | -    | -    | -    |

| 2019 | - | - | - | - | - | - | - | - |
| ---- | - | - | - | - | - | - | - | - |
| -    | - | - | - | - | - | - | - | - |

## Administració
| Període   | Identitat        | Partit |
| --------- | ---------------- | ------ |
| 1948-1977 | Max Monichon     | CR     |
| 1977-1983 | Pierre Lalumière | PS     |
| 1983-2001 | Jean Valleix     | RPR    |
| 2001-     | Patrick Bobet    | UMP    |

## Agermanaments
- Arnstadt